# Destacamento de Inteligencia 103
El Destacamento de Inteligencia 103 (Dest Icia 103) fue una unidad de inteligencia del Ejército Argentino con base en Junín.

## Historia
Durante el terrorismo de Estado en Argentina, el reglamento del Ejército Argentino establecía que las grandes unidades de combate, es decir, las brigadas, podían recibir apoyo de inteligencia mediante destacamentos, compuestos por interrogadores, intérpretes, etc. El Destacamento de Inteligencia 103 era una unidad dependiente del Comando del I Cuerpo de Ejército y con base en la ciudad de Junín. En 1982, se creó la Sección de Inteligencia Junín, dependiente del 103.
En octubre de 1975, el general de brigada Roberto Eduardo Viola había dictado la directiva 404/75, que ordenaba los roles a cumplir por las diferentes unidades militares en la autodenominada «lucha contra la subversión». Para la inteligencia, dictó, entre otras cosas, «un fluido y permanente intercambio informativo entre las unidades de inteligencia y el Batallón de Inteligencia 601…».